# Kapitän Halls große Liebe
Kapitän Halls große Liebe (Originaltitel: The Lost Zeppelin) ist ein US-amerikanischer Abenteuerfilm aus dem Jahr 1929 von Edward Sloman mit Conway Tearle und Virginia Valli in den Hauptrollen. Das Drehbuch basiert auf einer Originalstory  davon Jack Natteford.

## Handlung
In Washington, D.C. erfährt Commander Hall bei einem feierlichen Bankett vor seinem Zeppelinflug zum Südpol, dass seine Frau Miriam in seinen besten Freund und Partner Lieutenant Armstrong verliebt ist. Sie beantragt die Scheidung, der er nach der Reise zustimmen will.
Als der Zeppelin den Pol erreicht, stürzt er durch einen Sturm ab, die Männer teilen sich in Suchtrupps auf. Ein Flugzeug mit Platz für nur einen findet Hall und Armstrong. Hall besteht darauf, dass sein Freund gerettet wird. Armstrong wird in Washington als einziger Überlebender willkommen geheißen, stellt jedoch fest, dass Miriam ihren Mann immer noch liebt, insbesondere nachdem sie von seinem Opfer für das erfahren hat, was er als ihr Glück ansah. Später kommt die Nachricht von Halls Rettung und wundersamer Genesung, und er ist überglücklich, als er Miriams Nachricht erhält, dass sie ihn liebt und auf seine Rückkehr wartet.

## Hintergrund
Am 16. Februar 1929 wurde berichtet, dass der Film Zeppelin fertiggestellt sei und dass John M. Stahl nun an einer Fortsetzung, The Lost Zeppelin, schreibe, die Anfang des Frühjahrs in Produktion gehen werde. Zeppelin wurde nie veröffentlicht, möglicherweise wurden Teile davon in der geplanten Fortsetzung verwendet, der als Stummfilm begann und dann mit synchronisiertem Ton neu gedreht wurde. Einige Schauspieler wurden entfernt und andere hinzugefügt. Dieses Hin und Her wurde schließlich Teil der Werbung für den Film: „Mehr als ein Jahr in der Entstehung“.
Die Dreharbeiten begannen am 8. Januar 1929 in den Tiffany-Stahl Studios in Hollywood. Im März 1929 wurde berichtet, dass der Film der teuerste sei, den Tiffany-Stahl je gedreht habe. In den Polarszenen wurde ein echter Zeppelin verwendet. Reginald Barker wurde als Regisseur angeben, Claire Windsor und Larry Kent als Conway Tearles Co-Stars. Noch am 28. August 1929 wurde Reginald Barker in einer Anzeige in der Film Daily als Regisseur aufgeführt. Jedoch wurde schon am 25. Juli 1929 vermeldet, dass Tiffany-Stahl Edward Sloman als Regisseur für die Dialogversion des Films mit Claire Windsor und Conway Tearle verpflichtet hatte. Die Produktion dieser Version solle etwa am 25. Juli beginnen. Einige der Szenen werden in den kanadischen Rocky Mountains gedreht. Weder Kent noch Windsor traten im veröffentlichten Film auf. Am 8. August 1929 wurde bekannt gegeben, dass Virginia Valli und Ricardo Cortez zur Besetzung hinzugefügt wurden.
Da Funkgeräte für die Geschichte wichtig waren, riefen die Produzenten Walter F. Brown an, einen Hollywood-Händler für Funkgeräte, der oft spezielle Gehäuse für Filme baute. Es wurde berichtet, dass ein Funkgerät von Bosch den Hintergrund für viele dramatische Szenen, z. B. im Haus von der Halls, liefern solle. Da er für eine solche Szenen nichts auf Lager hatte, baute er einen massiven Schrank, „der aussieht, als wäre er einer mittelalterlichen Burg entnommen“.
Die Stummfilmfassung wurde in die Liste der verlorenen US-Stummspielfilme der Library of Congress aufgenommen.
George Sawley war für das Szenenbild zuständig. Verantwortliche Toningenieure waren Jerry Eisenberg und Buddy Myers.

## Veröffentlichung
Die Premiere des Films fand am 28. Dezember 1929 in Boston statt. 1930 kam er im Deutschen Reich in die Kinos.

## Kritiken
Mordaunt Hall von der The New York Times vermutete, dass die Produzenten nicht an eine sehr hohe Intelligenz des Kinopublikums geglaubt haben. Das Beste, was man über den Film sagen könne, sei, dass konzipiert sei, um Jungen im Alter von 8 bis 10 Jahren anzusprechen. Mehrere dieser Jungen waren bei der ersten Vorführung dieses Films dabei und waren über den Schneesturm in der Antarktis, das alles andere als beeindruckende Luftschiff, die künstlichen Eisfelder und die ungeschickt geplante Abfolge von Ereignissen regelrecht begeistert.